# Macleania ericae
Macleania ericae är en ljungväxtart som beskrevs av Herman Otto Sleumer. Macleania ericae ingår i släktet Macleania och familjen ljungväxter. Inga underarter finns listade i Catalogue of Life.